# Koeleria vallesiana
Espèce
Koeleria vallesiana, la koélérie du Valais, est une espèce de plantes monocotylédones de la famille des Poaceae (graminées), sous-famille des Pooideae, originaire d'Europe et d'Afrique du Nord. 
Ce sont des plantes herbacées vivaces, cespiteuses, d'environ 40 cm de haut, aux inflorescences en panicules.

## Liste des sous-espèces et variétés
Selon Tropicos (25 mars 2018) (Attention liste brute contenant possiblement des synonymes) :
- sous-espèces :
  - Koeleria vallesiana subsp. abbreviata (Domin) Kerguélen
  - Koeleria vallesiana subsp. alpicola (Godr. & Gren.) Asch. & Graebn.
  - Koeleria vallesiana subsp. castellana Domin
  - Koeleria vallesiana subsp. mediterranea Braun-Blanq.
  - Koeleria vallesiana subsp. vallesiana
- variétés :
  - Koeleria vallesiana var. abbreviata Domin
  - Koeleria vallesiana var. 'alpicola Gren. & Godr.
  - Koeleria vallesiana var. intermedia (Timb.-Lagr.) P. Küpfer
  - Koeleria vallesiana var. mediterranea (Braun-Blanq.) O. Bolòs & Vigo
  - Koeleria vallesiana var. vallesiana